# Жук у мурашнику
«Жук у мурашнику» (рос. Жук в муравейнике) — фантастичний детектив братів Стругацьких написаний 1979 року. Друга частина трилогії про Максима Каммерера.
Від часу подій, описаних в «Населеному острові» минуло біля 20-и років. Максиму вже за сорок, він працює в КОМКОН-2, таємній організації, яка спостерігає за науковими дослідженнями, а його безпосереднім начальником є Рудольф Сікорські. Вони встановлюють, що люди, можливо, зазнають прихованого впливу Мандрівників, і намагаються завадити їм.

## Сюжет
Твір починається віршиком, «дуже маленького хлопчика» як епіграфом. 

"Звірі стояли // Навпроти брами, // В них стріляли, // Вони помирали.”

Рудольф «Екселенц» Сікорські викликає Каммерера та дає йому завдання. Максиму слід знайти і взяти під спостереження прогресора Льва Абалкіна, який самовільно покинув планету Саракш, де працював, впроваджений в контррозвідку Острівної Імперії. За донесенням з Саракша, Абалкін втік, бувши на межі нервового зриву, після того, як загинув його друг, лікар Трістан. За твердженням самого Абалкіна, Трістан був убитий контррозвідкою Імперії. Намагаючись врятувати його тіло, Абалкін змушений був розкритися і тікати з Острівної Імперії. Лев явно знаходиться на Землі, але не зареєструвався після прибуття.
Згідно з документами, близькими йому на Землі є старий учитель школи-інтернату, ровесниця Майя Глумова і голован Щекн-Ітрч. Каммерер зустрічається з учителем, потім, двічі — з Глумовою, спочатку представившись журналістом, потім — не приховуючись. Виявляється, Майя зовсім недавно бачила Абалкіна. Проте Абалкін поводився при зустрічі дивно: він кілька годин розпитував Майю про їхню юність, змушуючи згадувати найдрібніші подробиці. Голован Щекн заявляє, що «народ голованів не надасть притулку людині Льву Абалкіну». Каммерер зв'язується з Учителем, і той повідомляє, що Лев Абалкін зустрівся з ним. Пізніше Лев дзвонить самому Каммереру і недовго розмовляє про старі часи, коли вони познайомилися на Саракші, де Лев продовжив розпочаті раніше Каммерером контакти з голованами. Максим дізнається, що Лев подзвонив і Сікорські, причому по секретному службовому номеру, який знав тільки Трістан.
Крім того, Каммерер читає звіт Абалкіна про вилазку на планеті Надія, що він провів спільно зі Щекном. На Надії сталася екологічна катастрофа і люди стали старіти до 15 років від якихось проблем з ДНК. Невідомі, ймовірно представники зниклої  надцивілізації, яку люди звуть умовно "Мандрівники", нібито врятували більшу частину населення, переправивши його невідомо куди невідомо яким чином. Зокрема, Абалкін зі Щекном випадково знаходять місце, де Абалкін бачить тільки прямокутник 20х40 м заасфальтованої гладенької горизонтальної поверхні площі, дивно чистої від навколишнього сміття, а Щекн "бачить" щось на зразок брами, яка веде у міжпросторовий колодязь-шахту з нескінченими дирчатими сходами вниз.
Узагальнивши всю знайдену інформацію, Максим робить висновок: з Левом Абалкіном пов'язана «таємниця особистості» — від нього приховують якісь відомості, що можуть завдати моральної шкоди. Очевидно, Лев дізнався про існування цієї таємниці і намагається її розкрити самотужки. Судячи з поведінки, Лев запідозрив, що його пам'ять — несправжня, і намагався переконатися, що події з його спогадів дійсно відбувалися.
Сікорскі влаштовує на Абалкіна засідку в «Музеї позаземних культур», де працює Майя Глумова. Але замість Абалкіна там з'являється доктор Бромберг — відомий противник будь-якого контролю над наукою. Коли сварка між старими знайомими закінчується, Максиму розповідають справжню історію Льва Абалкіна. Він — один з 13-и так званих «підкидьків», дітей, які виросли із зародків, знайдених на безіменній планеті в системі ЕН +9173 в грудні 2137 року в якомусь саркофазі, явно виготовленому Мандрівниками. Комісія, створена для вивчення саркофага і визначення подальшої долі дітей, не виключала, що «підкидьки» можуть нести в собі якусь приховану програму, закладену Мандрівниками і яка запуститься в майбутньому. Отже, вони потенційно становлять небезпеку. Намагаючись знайти компроміс між принципами гуманізму і турботою про інтереси людства, комісія ухвалила рішення: засекретити випадок, в тому числі й від самих «підкидьків», ростити і виховувати їх роздільно, прийнявши всі заходи до того, щоб вони ніколи не зустрічалися один з одним, а згодом всім їм дати позаземні професії, щоб вони якомога менше часу проводили на Землі.
Дружня Землі неземна цивілізація планети Тагора, як з'ясувалося на переговорах, теж виявила аналог саркофага і негайно знищила його. Оскільки під час розмови земляни не дали чіткої відповіді на питання що вони зробили зі своїм, Тагора розірвала дипломатичні відносини із Землею.
Всі діти з саркофага народилися 6 жовтня 2138, були записані дітьми загиблих дослідників, і навчалися у звичайних інтернатах. У їх числі був Корній Яшма, котрий розкрив таємницю свого походження, однак прийняв це спокійно. Виявилося, що всі вони мають на згині ліктя лунину у вигляді значка, що збігається із позначкою на відповідному медальйоні, коробка з якими була знайдена в саркофазі. Медальйони стали називати «детонаторами» — хтось з комісії припустив, що гіпотетична «програма» може активуватися при контакті «підкидька» зі «своїм» медальйоном. Між кожним з «підкидьків» і відповідним йому «детонатором» встановлено невидимий зв'язок: коли один з «підкидьків» гине, відповідний «детонатор» перетворюється на пил. З іншого боку після руйнування одного з детонаторів — негайно загинула і дівчина, пов'язана з ним.
Загиблий Трістан якраз і спостерігав за поведінкою «підкидька». Його загибель і втеча Абалкіна змусили припустити найгірше: в Абалкіні активізувалася програма, він убив Трістана, попередньо якось добувши у нього інформацію про себе, після чого вирушив на Землю, слідуючи програмі. Непослідовність Абалкіна на Землі Сікорські пояснює тим, що програма діє поверх свідомості, так що Лев сам не розуміє, що з ним відбувається. Сікорські вважає себе не в праві ігнорувати небезпеку, хоч якою б ілюзорною вона не була.
Абалкін направляється в музей, де зберігаються детонатори і де Сікорські знову сидить у засідці. Максим перехоплює Льва по дорозі і намагається переконати його не йти в музей. Абалкін заявляє, що не бажає слідувати незрозумілим заборонам і має намір жити на Землі і займатися тим, чим хоче.
Спроба Максима фізично перешкодити йому не вдається. Лев знешкоджує Максима, приходить в музей, бачить на столі коробку з «детонаторами» і в момент, коли його рука простягається за «своїм» значком, Сікорські стріляє в Абалкіна, завдавши смертельної рани. З останніх сил Абалкін намагається все ж дотягнутися до свого медальйона. Прибігши, Максим схиляється над ним і чує останні слова — з дитячого віршика: "Звірі стояли навпроти брами...".

## Теми підняті у романі
Чи правильно заради добробуту всього суспільства та високих ідеалів людства калічити життя тієї ж людини з такими ж ідеалами?
Також показується як навіть ідеальне суспільство побудоване на повазі до прав людини, відсутності ксенофобії, свободи думок, можливості самовираження обов'язково приходить до створення антигуманних організацій для самозахисту. Також цікавою темою є діяльність та її методи на Землі колишніх прогресорів, які несли свої ідеали та бачення світу іншим планетам та цивілізаціям, а тепер противляться іншим цивілізаціям які, можливо, намагаються «прогресувати» саму Землю.